# Лаланско-тепинапский чинантекский язык
Лаланско-тепинапский чинантекский язык (Chinanteco de San Juan Lalana, Chinanteco del sureste bajo, Chinanteco del sureste medio) — 2 чинантекских языка, распространённых в провинции Оахака в Мексике:
- На лаланском диалекте говорят в муниципалитетах Петлапа и Хокотепек, в 25 городах муниципалитета Лалана около границы провинций Оахака-Веракрус.
- На тепинапском диалекте говорят в городах Линда-Виста, Сан-Педро-Тепинапа-Комуналь (местное название Монте-де-Оро), Сан-Педро-Тепинапа-Эхидаль муниципалитета Сантьяго-Хокотепек и в городах Сан-Хуан-Тоавела, Санта-Исабель-Кахонос, Санта-Мария-Ловани муниципалитета Сан-Хуан-Петлапа округа Чоапан.